# Andrzej Hieronim Zamoyski

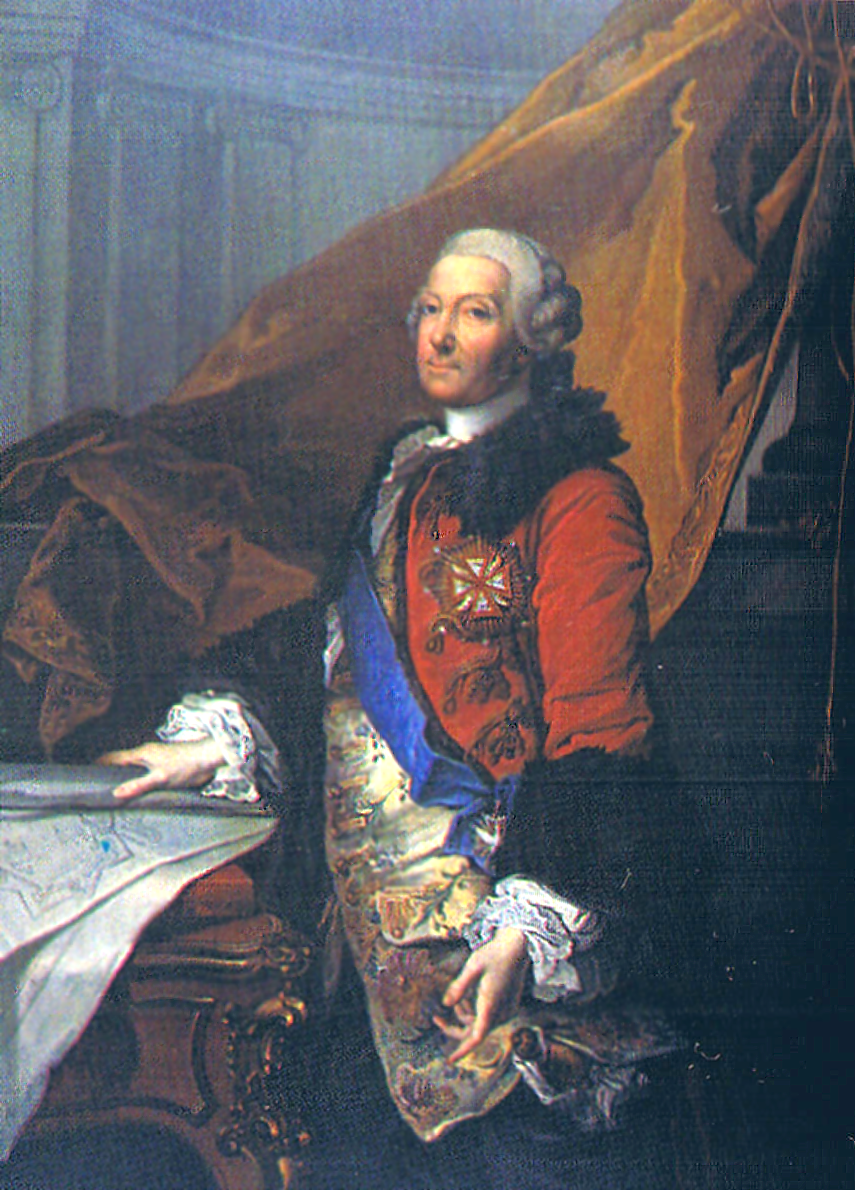
Gemälde aus dem 18. Jahrhundert

Andrzej Hieronim Zamoyski (* 12. Februar 1716 in Bieżuń bei Żuromin, Polen-Litauen; † 10. Februar 1792 in Zamość) war ein polnischer Politiker, Großkronkanzler von 1764 bis 1767, Marschall des Krontribunals 1761, Woiwode von Inowrocław von 1757 bis 1764, Mitglied der Kommission für nationale Bildung von 1773 bis 1783, Starost von Halytsch, Lublin, Brodnica und Roztoka, Chronist, Jurist und Verfasser des Zamoyski-Kodex sowie Schriftsteller der Aufklärung. Seine Familie gehörte zur Wappengemeinschaft Jelita.

## Leben
Zamoyski war Mitglied der Magnatenfamilie Zamoyski, Sohn von Michał Zdzisław Zamoyski. Von 1726 bis 1731 wurde er in Leipzig, Prag und später Italien unterrichtet. 1733 stellte er sich im Polnischen Thronfolgekrieg auf die Seite von Stanislaus I. Leszczyński und gegen August III. In den Jahren von 1735 bis 1740 studierte er in Paris und Liegnitz. In den Jahren von 1745 bis 1754 diente er im Rang eines Offiziers im sächsischen Heer. Nach seiner Rückkehr nach Polen-Litauen verbreitete er dort die Ideen der französischen Aufklärung. Beeinflusst von Charles de Secondat, Baron de Montesquieu verfocht er eine strenge Gewaltenteilung. 1758 wurde ihm der Orden des Weißen Adlers verliehen. 1764 schloss er sich der Familia der Czartoryski an. Bei der Königswahl stimmte er für Stanislaus II. August Poniatowski. Er protestierte gegen den Repnin-Sejm 1767. Im gleichen Jahr hob er die Leibeigenschaft in seinen Besitzungen auf. 1776 erarbeitete er ein einheitliches Gesetzbuch für Polen-Litauen, den nach ihm benannten Zamoyski-Kodex. Der Sejm verabschiedet diesen jedoch 1780 nicht, da sich der päpstliche Nuntius gegen das liberale Gesetzbuch aussprach. Er war eng mit Stanisław Staszic befreundet, der seine aufklärerischen Ansichten teilte. 1790 verhandelte er mit Leopold II. über die Stellung Galiziens, das im Zuge der Ersten Polnischen Teilung 1772 an Österreich gekommen war. Er wurde regelmäßig zu den Donnerstagmittagessen am Hof von Stanislaus II. August Poniatowski eingeladen, wo er seine Lyrik vortrug.